# Augusto Bonetti

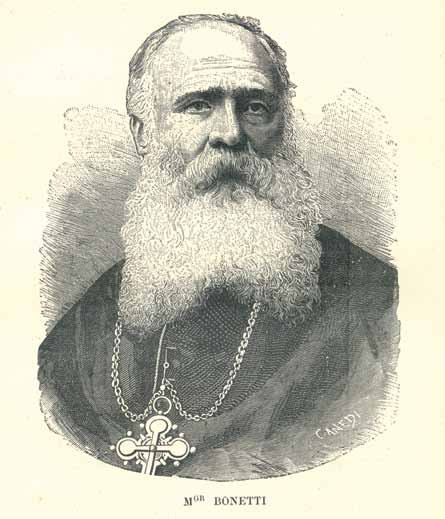
Bischof Augusto Bonetti (vor 1900)

Augusto Bonetti CM (* 15. Mai 1835 in Murialdo; † 19. August 1904 in Konstantinopel) war ein italienischer Geistlicher.

## Leben
Bonetti trat dem Lazaristenorden bei und empfing um 1859 das Sakrament der Priesterweihe.
Papst Leo XIII. ernannte ihn am 5. Mai 1885 zum Titularbischof von Cardica; die Bischofsweihe empfing er am 12. Juli desselben Jahres. Am 6. Mai 1887 folgte die Ernennung zum Apostolischen Delegaten im Osmanischen Reich und Lateinischen Patriarchatsvikar in Konstantinopel. Gleichzeitig wurde er zum Titularerzbischof von Palmyra ernannt.
1897 wurde er nach dem Ersten Zionistenkongress vom Papst nach Rom berufen, um mit ihm Maßnahmen gegen die zionistische Bewegung und gegen die Besitzergreifung Palästinas, insbesondere der (christlichen) heiligen Stätten, durch Juden zu beraten.